# Jakob Anderegg
Pas d'image ? Cliquez ici

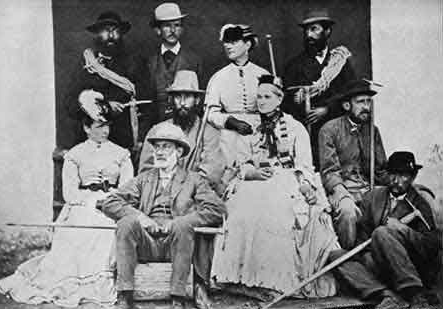
Jakob Anderegg, en haut à gauche avec son cousin Melchior Anderegg (en haut à droite) et la famille Walker en 1870

Jakob Anderegg, né le 11 mars 1829 à Oberwil im Simmental et mort le 17 septembre 1878 à Meiringen, est un guide de haute montagne suisse.

## Premières ascensions
Il a participé à de nombreuses premières ascensions dans les Alpes avec son cousin Melchior Anderegg, surnommé le « roi des guides » et ses clients, notamment les Anglais Leslie Stephen, Horace Walker et Lucy Walker, et le Français Henri Cordier.
- 21 juillet 1864 : Balmhorn avec Frank, Lucy et Horace Walker et Melchior Anderegg[2]
- 16 août 1864 : sommet ouest du Lyskamm avec Leslie Stephen, E. N. Buxton et le guide Franz Biner[2]
- 22 août 1864 : Zinalrothorn avec Leslie Stephen, Florence Crauford Grove et Melchior Anderegg[2]
- 28 juin 1865 : versant SE et arête NW du Piz Roseg avec A. W. Moore et Horace Walker
- 6 juillet 1865 : Ober Gabelhorn avec A. W. Moore et Horace Walker[2]
- 9 juillet 1865 : Pigne d'Arolla avec A. W. Moore et Melchior Anderegg
- 15 juillet 1865 : éperon de la Brenva au mont Blanc avec George Spencer Mathews, A. W. Moore, Frank et Horace Walker, et Melchior Anderegg[2]
- 10 juillet 1869 : Gspaltenhorn avec G. E. Forster et le guide Hans Baumann[2]
- 16 août 1872 : arête ENE de la Grivola avec F. T. Pratt-Barlow, S.F. Still et le guide L. Lanier[2]
- 28 juin 1876 : aiguille du Plat de la Selle avec Henri Cordier et Andreas Maurer[3]
- 15 juillet 1876 : arête SE du Finsteraarhorn avec Henri Cordier et le guide Kaspar Maurer[2]
- 31 juillet 1876 : couloir Cordier en face nord de l'aiguille Verte avec Henri Cordier, Thomas Middlemore, J. O. Maund et les guides Andreas Maurer et Johann Jaun[2]
- 4 août 1876 : voie Cordier en face nord des Courtes avec Henri Cordier, Thomas Middlemore, J. O. Maund et les guides Andreas Maurer et Johann Jaun[2]
- 7 juin 1877 : Le Plaret, avec Henri Cordier (qui se tua à la descente) et le guide Andreas Maurer[3]